# IV Serie
La IV Serie è stato un campionato di calcio disputato in Italia per cinque stagioni dal 1952 al 1957, collocato al di sotto della Serie C. La manifestazione continuò poi per altri due anni col nuovo nome di Campionato Interregionale, sebbene molti giornali continuassero ad usare colloquialmente la precedente denominazione. La competizione era organizzata dalla Lega Nazionale IV Serie e assegnava un titolo di campione italiano di categoria.

## Il Lodo Barassi
La IV Serie nacque nel 1952 e andò a sostituire il campionato di Promozione nell'ambito di quella grande riforma dei campionati intermedi della FIGC che prese il nome di Lodo Barassi. L'obiettivo del presidente federale Ottorino Barassi era quello di ufficializzare il professionismo nel calcio italiano, fino ad allora legato ad una formula spuria di "non-dilettantismo", e tale progetto era ritenuto incompatibile con la notevole quantità di squadre che afferivano alla Serie C, per la quale Barassi disegnò un formato a girone unico ricopiato sulle due categorie maggiori. Fu per dare accoglienza ai sodalizi che sarebbero stati inevitabilmente esclusi che venne concepita la IV Serie, un cuscinetto semiprofessionistico ed interregionale tra i due grandi mondi su cui si sarebbe riarticolata la Federcalcio, quello professionistico e nazionale e quello dilettantistico e regionale. A completare l'organico del torneo sarebbero intervenuti i migliori club della vecchia Promozione, la cui strutturazione su tre Leghe interregionali e tredici gironi complessivi era da tempo ritenuta eccessiva, costosa e pleonastica.
A gestire il campionato venne deputata una nuova organizzazione, la Lega Nazionale IV Serie, che in realtà ereditò la sede e le strutture di una delle tre disciolte leghe di Promozione, la Lega Interregionale Centro di Dante Berretti, che aveva sede a Firenze. A sottolineare la specificità del settore di competenza, la Lega istituì come riconoscimento un proprio titolo nazionale, da assegnarsi nelle finali fra le migliori squadre del Nord e del Sud. L'intera impalcatura subì tuttavia uno smacco che fu un riflesso di quello complessivo dell'operato di Barassi: nel Consiglio federale non si trovarono infatti mai i voti per deliberare quella tripartizione legale dei calciatori che era alla base del Lodo. La IV Serie fu preordinata nei fatti a divenire il campionato semiprofessionistico del Belpaese, ma i relativi decreti attuativi non giunsero mai.

## L'evoluzione
|                                                                           | IV Serie 1952-1953               | IV Serie 1954-1955               | Serie D 2012-2013                         |
| Categorie superiori                                                       | Divisione Nazionale 54 squadre   | Divisione Nazionale 54 squadre   | Settore professionistico FIGC 111 squadre |
| Posizionamento nella piramide del miglior titolo sportivo della categoria | 55° posto                        | 55° posto                        | 112° posto                                |
| Numero di squadre afferenti alla categoria                                | 128 squadre in 8 gironi          | 144 squadre in 8 gironi          | 166 squadre in 9 gironi                   |
| Posizionamento nella piramide del peggior titolo sportivo della categoria | 182° posto                       | 198° posto                       | 277° posto                                |
| Categoria inferiore e numero di promozioni                                | Promozione 1952-1953 32 promosse | Promozione 1954-1955 32 promosse | Eccellenza 2012-2013 36 promosse          |

La IV Serie fu in assoluto il torneo di maggior livello qualitativo fra i predecessori dell'odierna Serie D. Con sopra di sé una C a girone unico, il campione di IV Serie si posizionava al 55º posto nella gerarchia nazionale delle squadre affiliate alla FIGC, una collocazione che oggigiorno corrisponde a club afferenti alla Serie C. La radicale scrematura della terza serie fece vittime illustri, portando nel torneo della lega di IV Serie molte rappresentanti di grossi centri urbani, compresi vari capoluoghi di regione.
La scelta del nome della manifestazione tradiva una chiara volontà di assonanza con la Serie C, nell'intento di tranquillizzare psicologicamente le squadre escluse dalla categoria, e al contempo sottolineava la desiderata particolarità giuridica del torneo rispetto alle tre serie maggiori.
Il campionato si disputò sulla base di 8 gironi, a 16 squadre fino al 1954 e successivamente a 18 squadre. L'elemento regolamentare che fu poi anni dopo la causa dell'abrogazione della categoria, era la mancata promozione diretta delle vincitrici dei raggruppamenti: a tal fine era invece decisiva la fase finale nazionale, cui erano demandati i quattro posti per andare in Serie C. Nelle prime due stagioni le finali si articolarono su due distinti gironcini, uno del Nord e uno del Sud, cui era demandato il doppio compito di designare le quattro promosse e le due finaliste, che si sarebbero poi disputate il titolo in gara di andata e ritorno. Dopo le riforme del 1954, rispetto ai gironcini venne preferita la formula dell'eliminazione diretta, onde implementare la spettacolarità e la regolarità delle finali. Nell'ultima edizione prima del cambiamento di denominazione in Interregionale, a causa della straordinaria riduzione dei posti per la C, venne introdotto un girone finale tra le quattro vincenti del primo turno a eliminazione diretta, che avrebbe messo in palio tre promozioni in Serie C.
Le retrocessioni nella degradata Promozione regionale erano quattro per girone, tranne nel 1954 quando furono transitoriamente solo due per permettere l'allargamento dei quadri. Regole del tutto particolari furono invece in vigore nell'ultima edizione, quando per permettere la riforma della categoria non ci furono retrocessioni nelle leghe regionali, ma i due terzi esatti delle squadre furono relegate nei nuovi gironi di seconda categoria.

## Il progetto Berretti
Il peccato originale della IV Serie era, come già detto, l'enorme scalone che la divideva dalla Serie C, tanto da costringere a delegare le promozioni ad imprevedibili finali nazionali. Dopo lunghissimi dibattiti riuscì provvisoriamente ad imporsi un Piano Berretti presentato dallo stesso presidente della Lega, che prevedeva per il 1957-1958 lo sdoppiamento della manifestazione in due separati tornei, ossia una Prima Categoria - o, nell'uso di taluni giornali, "IV Serie di Eccellenza", secondo il nome originariamente pensato - composta da soli 3 gironi, e una Seconda Categoria che avrebbe continuato il formato della vecchia competizione su 8 gironi. Era sicuramente un programma molto forte per la Lega, che si sarebbe espansa per il blocco transitorio delle relegazioni nelle leghe regionali, e avrebbe finalmente avuto un torneo di alta qualità con cui interfacciarsi direttamente con la C.
L'esperienza dei due campionati durò invece pochissimo: quello che prese complessivamente a chiamarsi Campionato Interregionale fu subito affossato in tale forma dal presidente federale Ottorino Barassi, che con un colpo di mano reimpose il suo progetto alternativo di potenziamento della Serie C. La Prima Categoria fu subito liquidata, mentre il Campionato Interregionale 1958-1959 tornò ad essere composto da un'unica categoria con 8 gironi. Fu questa l'ultima edizione di una competizione abrogata dal commissario straordinario Bruno Zauli il quale, attraverso cinque retrocessioni per girone, permise la creazione della nuova Serie D che prevedeva 6 gironi composti da 18 squadre cadauno, mentre venne abbandonata l'idea di un titolo nazionale di categoria, che non venne più riproposta fino al 1993.

## Albo d'oro
Il primo titolo nazionale abbinato in Italia al campionato interregionale di calcio fu quello assegnato dal 1952-53 dalla neonata Lega Nazionale IV Serie: l'intento era quello di sottolineare la riqualificazione della manifestazione rispetto al previgente campionato di Promozione, rigidamente spaccato in tre distinte leghe interregionali completamente separate fra loro. Il titolo era assegnato in una finale fra la migliore squadra del Nord e quella del Sud, tranne che nell'ultima edizione in cui fu introdotto un girone a quattro squadre.
- 1952-1953 -  Catanzaro
- 1953-1954 -  Bari
- 1954-1955 -  BPD Colleferro[4]
- 1955-1956 -  Siena
- 1956-1957 -  Ravenna